# Offline – Das Leben ist kein Bonuslevel
OFFLINE – Das Leben ist kein Bonuslevel ist eine Abenteuerkomödie von Florian Schnell, in der sich Film und Computerspiel vermischen. Produziert wurde OFFLINE von der Rat Pack Filmproduktion gemeinsam mit der Filmakademie Baden-Württemberg und dem Gamestudio Piranha Bytes (Risen 3: Titan Lords).
Die Hauptrollen verkörpern Moritz Jahn und Mala Emde, in weiteren Rollen David Schütter, Hannes Wegener, Uğur Ekeroğlu und als Spezialgast der Youtube-Star Sarazar. Kinostart war der 23. Februar 2017.

## Handlung
Jan, der den größten Teil seiner Zeit in einem Onlinespiel als Krieger Fenris verbringt, bereitet sich gerade auf ein anstehendes Turnier vor, als er plötzlich aus dem Spiel geworfen wird. Er begreift, dass er gehackt wurde. Nicht nur sein Internetzugang, sondern auch seine EC-Karte und sein Handy funktionieren nicht mehr. Er kann herausfinden, dass ein anderer Spieler dahintersteckt: Der dunkle Magier Loki. Ihm bleibt keine andere Wahl, als sich ohne jegliche technische Hilfsmittel auf die Reise durch die echte Welt zu machen, um seine digitale Identität zurückzuerobern.
Auf der Suche nach Antworten trifft er auf Karo, die ebenfalls gehackt wurde. Obwohl er das provokante, wilde Mädchen von Anfang an nicht ausstehen kann, benötigt er dringend ihre Hilfe, da sie wichtige Informationen über Lokis Aufenthaltsort hat. Die Spur führt zu einem abgelegenen Server in den Bergen, und die beiden stehen vor Problemen: Wie kommen sie ohne Geld von A nach B? Woher bekommen sie etwas zu essen und wo können sie schlafen? Doch obwohl die Teenager auf ihrem Trip in eine Katastrophe nach der anderen schlittern und permanent aneinandergeraten, müssen sie lernen, als Team zusammenzuarbeiten, und kommen sich so Stück für Stück näher.
Als sie bemerken, dass ihr anonymer Gegner nicht nur jeden ihrer Schritte zu beobachten scheint, sondern sogar andere Spieler gegen sie aufhetzt und sie plötzlich von einer Barbaren-Bande verfolgt werden, beginnen sich Computerspiel und Realität auf skurrile Art und Weise zu vermischen. Zudem treibt Loki einen Keil zwischen die beiden und macht Jan ein Angebot, die Seiten zu wechseln.
Durch Selbstzweifel zerrissen und nach einem Streit wegen eines anderen Manns lässt sich Jan darauf ein. Erst als es beinahe zu spät ist, begreift er, dass die gemeinsame Reise mit Karo trotz allen Strapazen und Gefahren die beste und intensivste Zeit seines Lebens ist und dass ihm das Mädchen wichtiger geworden ist als sein virtuelles Leben. Also widersetzt er sich schweren Herzens den Verlockungen Lokis und beginnt, wie ein echter Krieger zu kämpfen.

## Produktion

### Casting
Für die Hauptrolle Jan wurden viele junge Schauspieler in allen großen Städten Deutschlands gecastet, bis schließlich Moritz Jahn engagiert wurde, der in seinen Kindertagen bereits bei der Serie Die Pfefferkörner, dem Film Prinz und Bottel und in der ZDF-Fernsehserie Morgen hör ich auf mitspielte. Karo wird von Mala Emde verkörpert, die für ihre Rolle Anne in Meine Tochter Anne Frank mit dem Nachwuchsförderpreis des Bayerischen Fernsehpreises ausgezeichnet wurde. Um das junge Ensemble möglichst diverse zu gestalten, wurden Uğur Ekeroğlu, bekannt aus der Kika-Serie Schloss Einstein und Allein gegen die Zeit als Deniz und David Schütter (u. a. Unsere Zeit ist jetzt, Das kalte Herz) von der Casterin Manolya Mutlu und Schnell besetzt. Die Youtuber Daniele Rizzo und Sarazar moderierten das Online-Finale und traten als Gäste auf.

### Dreharbeiten
Der Film wurde im Herbst 2014 im Großraum Stuttgart an 30 Drehtagen realisiert. Viele Naturszenen entstanden am Albtrauf bei Bad Urach. Da die Gamesequenzen von Risen 3 zu diesem Zeitpunkt noch nicht fertiggestellt waren, mussten die Schauspieler viele Szenen vor leeren Monitoren spielen und die Emotionen und Vorgänge aus sich selbst heraus erzeugen.

### Computerspiel-Elemente
Für die detailreichen und filmischen Spielsequenzen des fiktiven Spiels „Schlacht um Utgard“ hat Ratpack Film mit dem Spieleentwickler Piranha Bytes zusammengetan. Anhand ihres Games „Risen 3“ wurden in langer und intensiver Zusammenarbeit die Spielelemente für den Film erstellt. Dies war bei dem niedrig budgetierten Film nur durch große Begeisterung möglich, vor allem auch auf Seiten des Entwicklerteams der Piranha Bytes. Die Verquickung von Spielinhalten aus einem real existierenden Computergame und Spielfilmelementen ist ein transmediales Experiment und hat es in dieser Form in Deutschland noch nicht gegeben. Überraschend ist der Film von der FSK mit 12 bewertet worden, obwohl es sich um einen Kinder- und Jugendfilm handelt.

### Soundtrack
Zu den Filmkomponisten Marius Kirsten und Renée Abe – machte die Band Otto Normal nicht nur den Titelsong Next Level, sondern auch zwei weitere Stücke für den Filmsoundtrack: Letzter Tanz und Nichts und Niemand.

## Auszeichnungen
Offline feierte am 19. Januar 2016 seine Uraufführung auf dem Max Ophüls Filmfestival, wo er sowohl in der Kategorie „bester Film“ nominiert war als auch Moritz Jan für „bester Nachwuchsdarsteller“.
Vor seinem Kinostart wurde der Film auf über 40 nationalen und internationalen Filmfestivals gezeigt und gewann unter anderem:
- 2016 „Der LEO“ Jugendfilmpreis Filmkunstfest Mecklenburg-Vorpommern[9]
- 2016 „Best Feature Film“ Category 8+ beim Lucas Filmfestival Frankfurt[10]
- 2016 „Best Youth Movie“ Cinekid Amsterdam[11]
- 2016 „Best feature Movie“ Cine a la vista Argentinien

## Kritik
„Mit seinen aufwändigen Animationen und pointierter Verknüpfung von Spiel und Realität ist Schnell ein ungewöhnlicher, origineller Film gelungen.“

„Mit seiner Komik und den pfiffigen gestalterischen Anleihen aus dem Gamer-Universum ist dieser Film vor allem ein großer Spaß.Es gelingt ihm, einen völlig neuen, frischen Ton in der Debatte über jugendliche Begeisterung für virtuelle Welten einzuschlagen.“

„Die Grafik ist dreidimensional, die Charaktere sind flach.“

„Ja, dieser Film lohnt sich gerade für Gamer, da er ihr Hobby aufgreift und persifliert, ohne die Spieler selbst oder ihre Lieblingsfreizeitbeschäftigung zu verletzen und in Misskredit zu bringen.“